# Lotnisko Kraków-Rakowice-Czyżyny
Lotnisko Rakowice-Czyżyny w Krakowie – historyczne, rozformowane lotnisko znajdujące się w krakowskiej dzielnicy Czyżyny opodal dzielnicy Rakowice, od 2003 ponownie czynne okazjonalnie na części swojego pierwotnego obszaru jako lądowisko Kraków-Czyżyny Muzeum Lotnictwa Polskiego w Krakowie. W 2008 oraz 2021 większość obszaru została wpisana do rejestru zabytków.

## Historia
Lotnisko powstało na terenie podkrakowskiej wsi Rakowice w 1912 w związku z rozwojem lotnictwa Austro-Węgier. W 1918 roku stało się jednym z punktów etapowych pierwszej w Europie regularnej pocztowej linii lotniczej łączącej Wiedeń z Kijowem i Odessą. Początkowo zajmowało obszar 55 ha i zawierało bazę oddziału lotniczego: hangary, budynek oficerski, remizę pojazdów transportowych, skład paliwa. Później rozbudowano je o zespół koszar złożony z pięciu budynków, park z kortami tenisowymi, halę balonową i zaplecze techniczne.
Po odzyskaniu niepodległości i przejęciu obiektów lotniska przez polskie władze wojskowe zorganizowano pierwszą polską jednostkę bojową tzw. Eskadryllę Lotniczą (później 1 Eskadra). Następnie bazę rozbudowano tworząc warsztaty remontowo-produkcyjne, Niższą Szkołę Pilotów i kolejne eskadry. W 1921 powstał w oparciu o istniejące zaplecze techniczne 2 Pułk Lotniczy. W połowie lat 20. polskie władze wojskowe podjęły decyzję o rozbudowie lotniska. 18 lipca 1923 otwarto Cywilną Stację Lotniczą Kraków do obsługi lotów pasażerskich, czego efektem było powstanie drugiego co do wielkości lotniska w Polsce. W 1938 uruchomiono linię międzynarodową Warszawa-Kraków-Budapeszt.
W końcu sierpnia z krakowskiego lotniska przerzucono wszystkie jednostki bojowe na tajne lotniska operacyjne. Bombardowania niemieckie rankiem i po południu 1 września 1939 nie spowodowały strat w samolotach bojowych, choć Niemcy uszkodzili hangary, zniszczyli budynki zespołu koszarowego oraz samoloty drugiego rzutu zgromadzone na lotnisku.
W czasie II wojny światowej lotnisko przejęli Niemcy, po jej zakończeniu straciło ono swoje znaczenie ze względu na zagęszczającą się zabudowę okolicznych terenów.
W latach 50. na wschód od lotniska wzniesiono Hutę im. Lenina oraz dzielnicę mieszkaniową Nowa Huta, których rozwój utrudniał eksploatację lotniska. Od 1953 zaczęto systematyczną likwidację lotniska przenosząc poszczególne działy w inne miejsca. W 1963 zlikwidowano lotnisko. W momencie likwidacji posiadało betonową drogę startową na kierunku 11/29 o rozmiarach 2200 × 60 metrów.
Pozostałościami infrastruktury lotniska na terenach Czyżyn są obiekty Muzeum Lotnictwa Polskiego, które zajęło część ocalałych zabudowań i Park Kultury i Wypoczynku utworzony w 1966 na niezabudowanych terenach polotniczych (obecnie Park Lotników Polskich).
W 2008 roku najstarsza część lotniska została z inicjatywy Rady Dzielnicy III wpisana do Rejestru Zabytków. W styczniu 2013 roku deweloper zerwał betonową powierzchnię części pasa, po wschodniej części ul. Izydora Stella-Sawickiego, zachowując jego przestrzeń, która jest pod ochroną konserwatorską, w celu wykorzystania uzyskanej przestrzeni na tereny rekreacyjne dla budowanego osiedla mieszkaniowego.
W dniu 26 stycznia 2021 roku decyzją Wojewódzkiego Konserwatora Zabytków w Krakowie obszar pola wzlotów zachodniej części lotniska Rakowice-Czyżyny został wpisany do rejestru zabytków. Obszar wpisany do rejestru zabytków znajduje się w gminnej ewidencji zabytków miasta Krakowa i stanowi element europejskiego dziedzictwa kulturowego.

## Obecne lądowisko
Muzeum rokrocznie od 2004 do 2019, najczęściej w czerwcu, organizowało Małopolski Piknik Lotniczy. W 2003 na potrzeby lotnicze muzeum i pikniku lotniczego ustanowiono ponownie czynne lądowisko na zachodnim fragmencie dawnej betonowej drogi startowej (obecnie przedzielonej ulicą; wschodnia część leży na terenie osiedla mieszkaniowego, mniej więcej w zachowanym stanie). Nowa droga startowa jest czynna zwykle na kierunku 28 (w czasie Pikników okazjonalnie również na kierunku 10) i posiada betonową nawierzchnię o wymiarach 720 × 60 m. Mogą z niej korzystać lekkie samoloty do 7500 kg i śmigłowce.

## Galeria

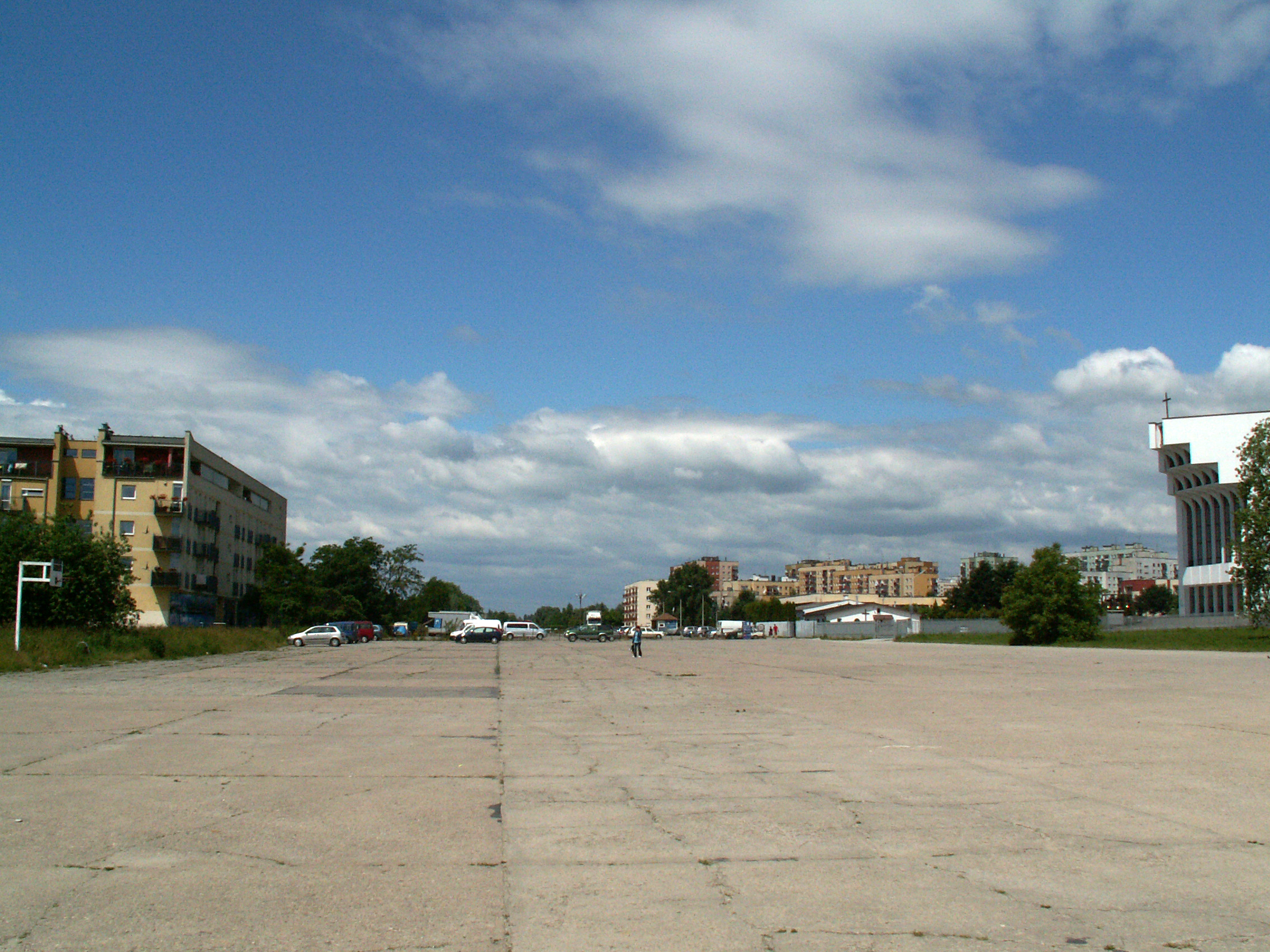
Pas startowy lotniska, widok na północny zachód, po prawej os. Dywizjonu 303
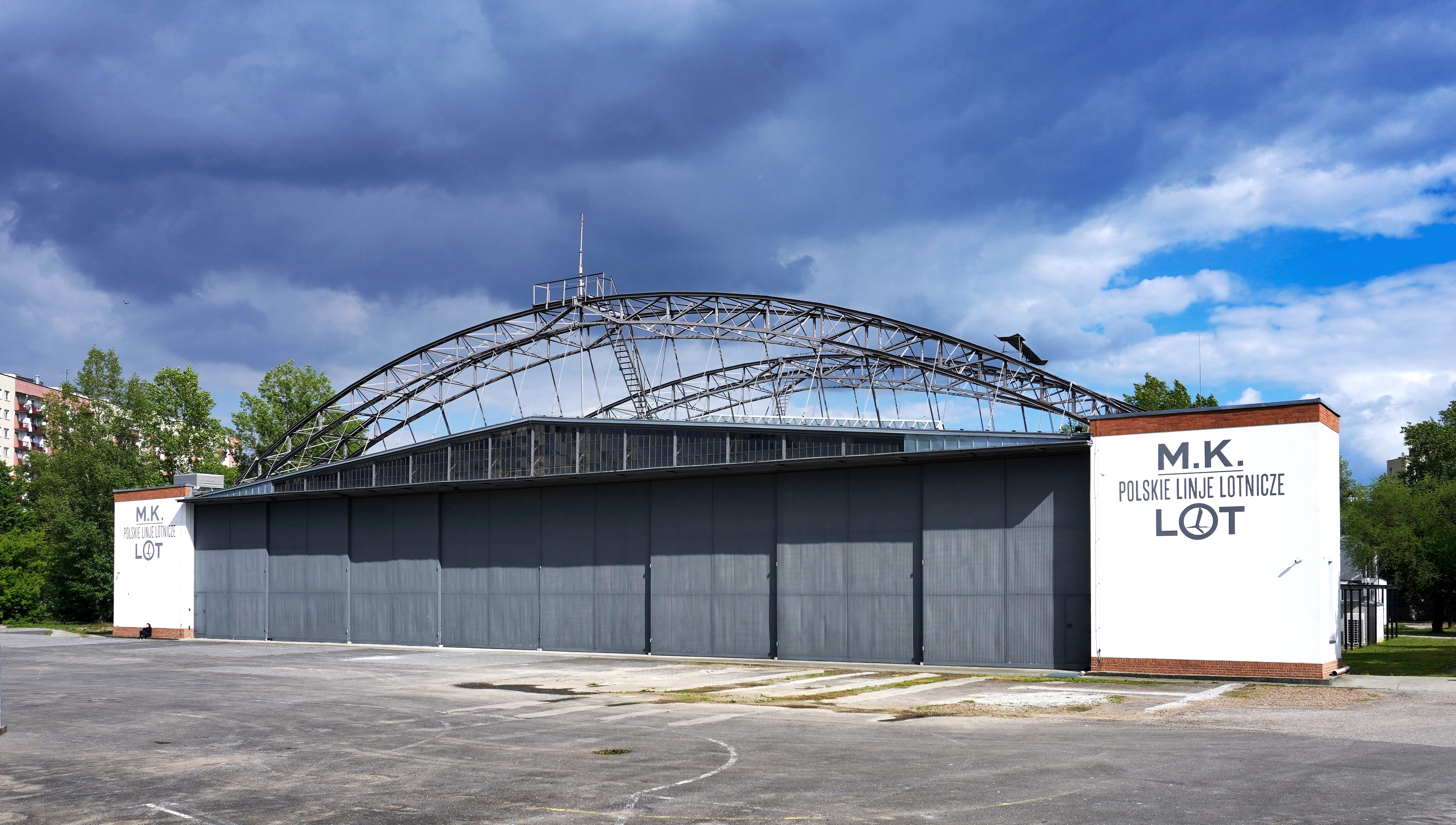
Hangar na os. II Pułku Lotniczego (po remoncie z przywróceniem  oryginalnego napisu)
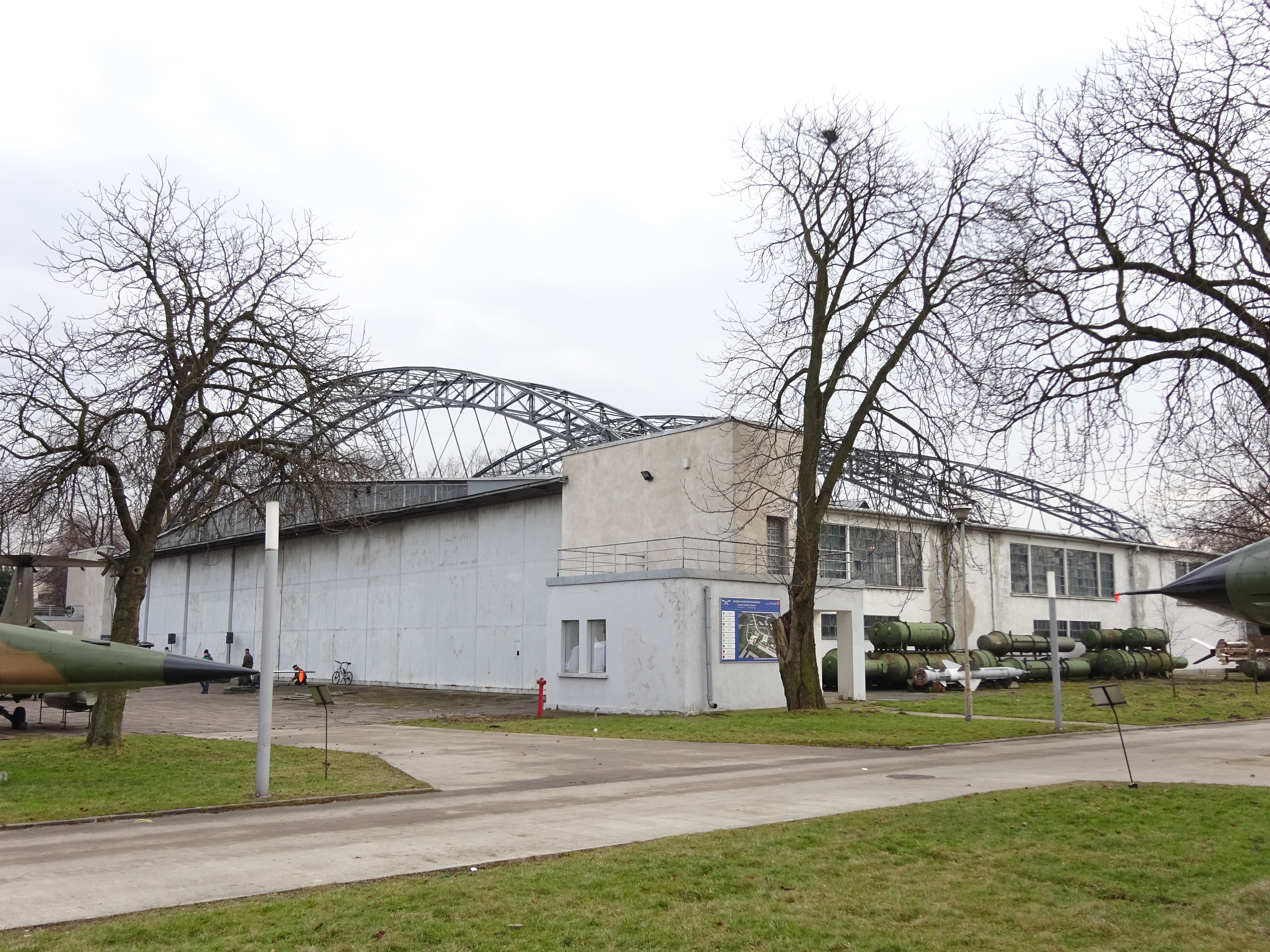
Duży hangar, obecnie na terenie Muzeum Lotnictwa
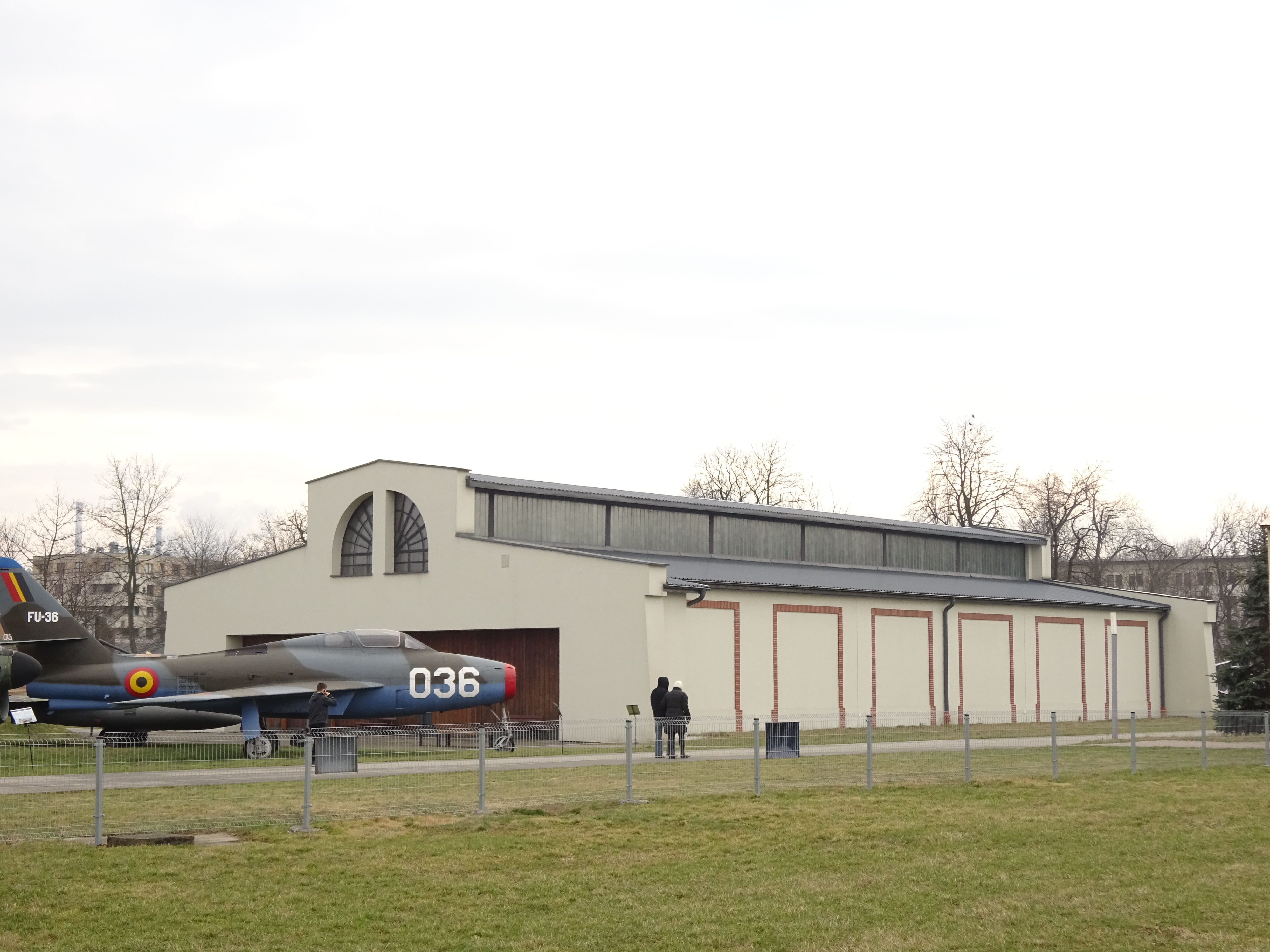
Mały hangar, obecnie na terenie Muzeum Lotnictwa
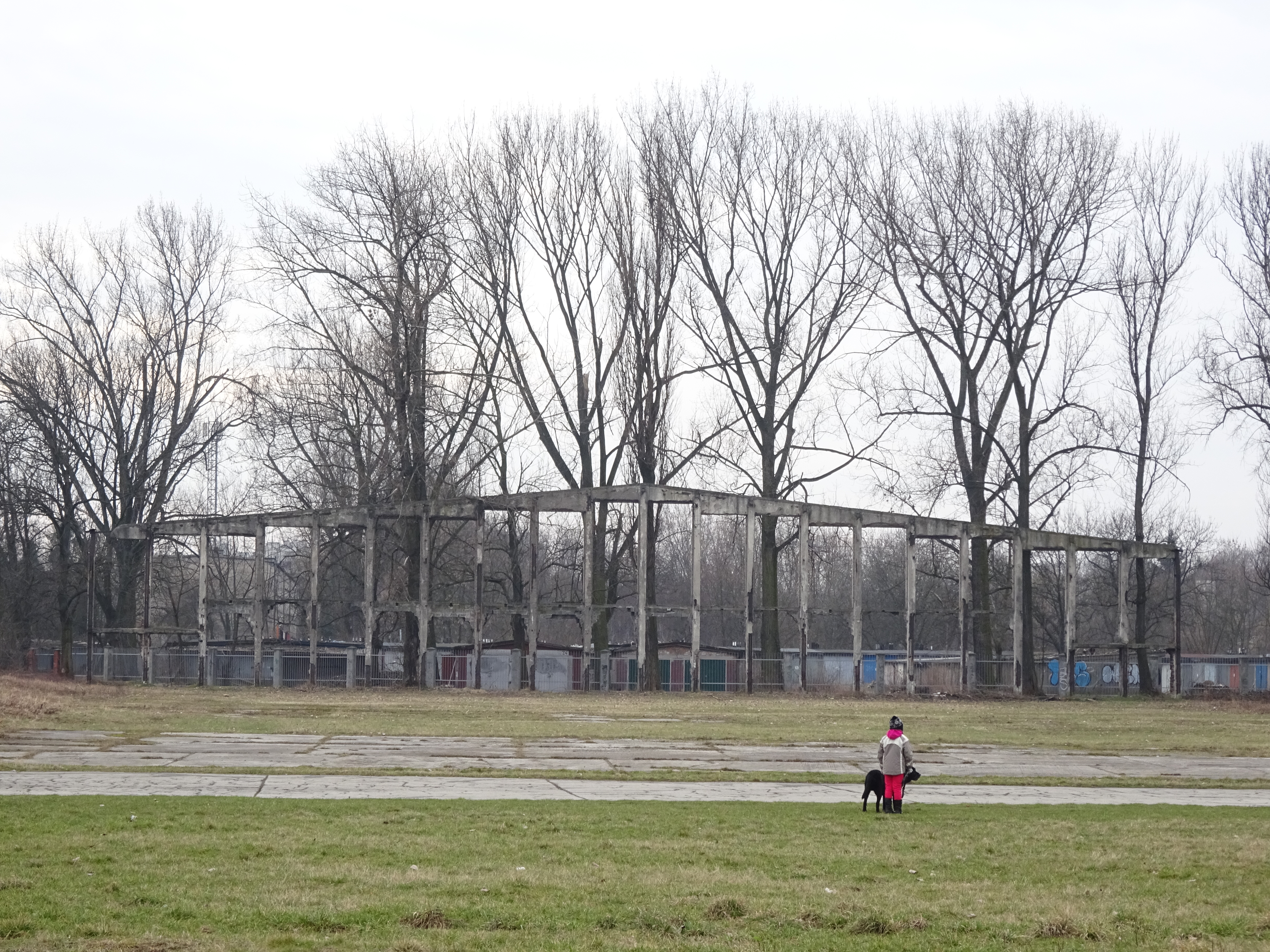
Ruiny zburzonego hangaru na terenie Muzeum Lotnictwa
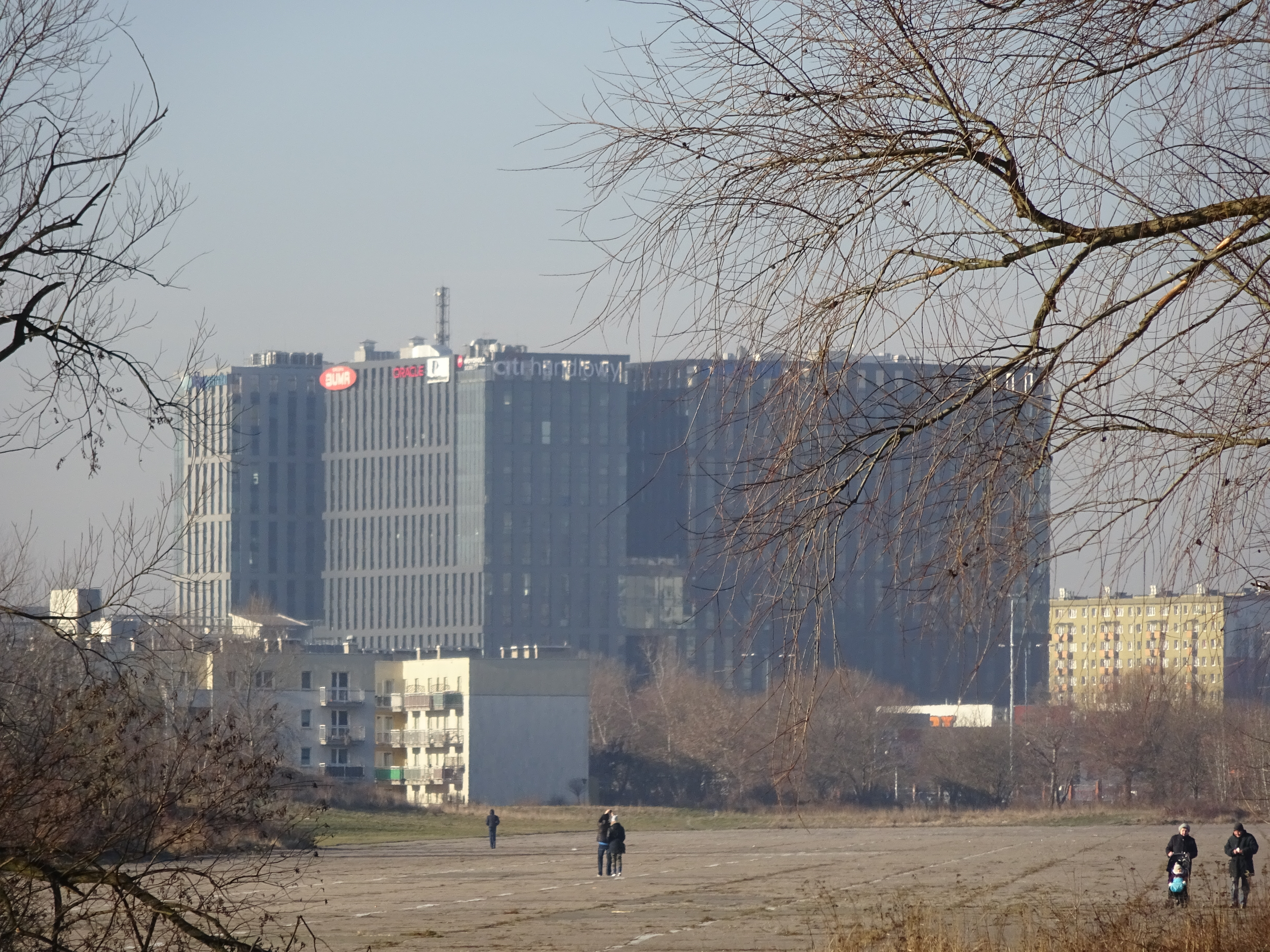
Widok na pas startowy na zachód – w tle „Quattro Business Park”
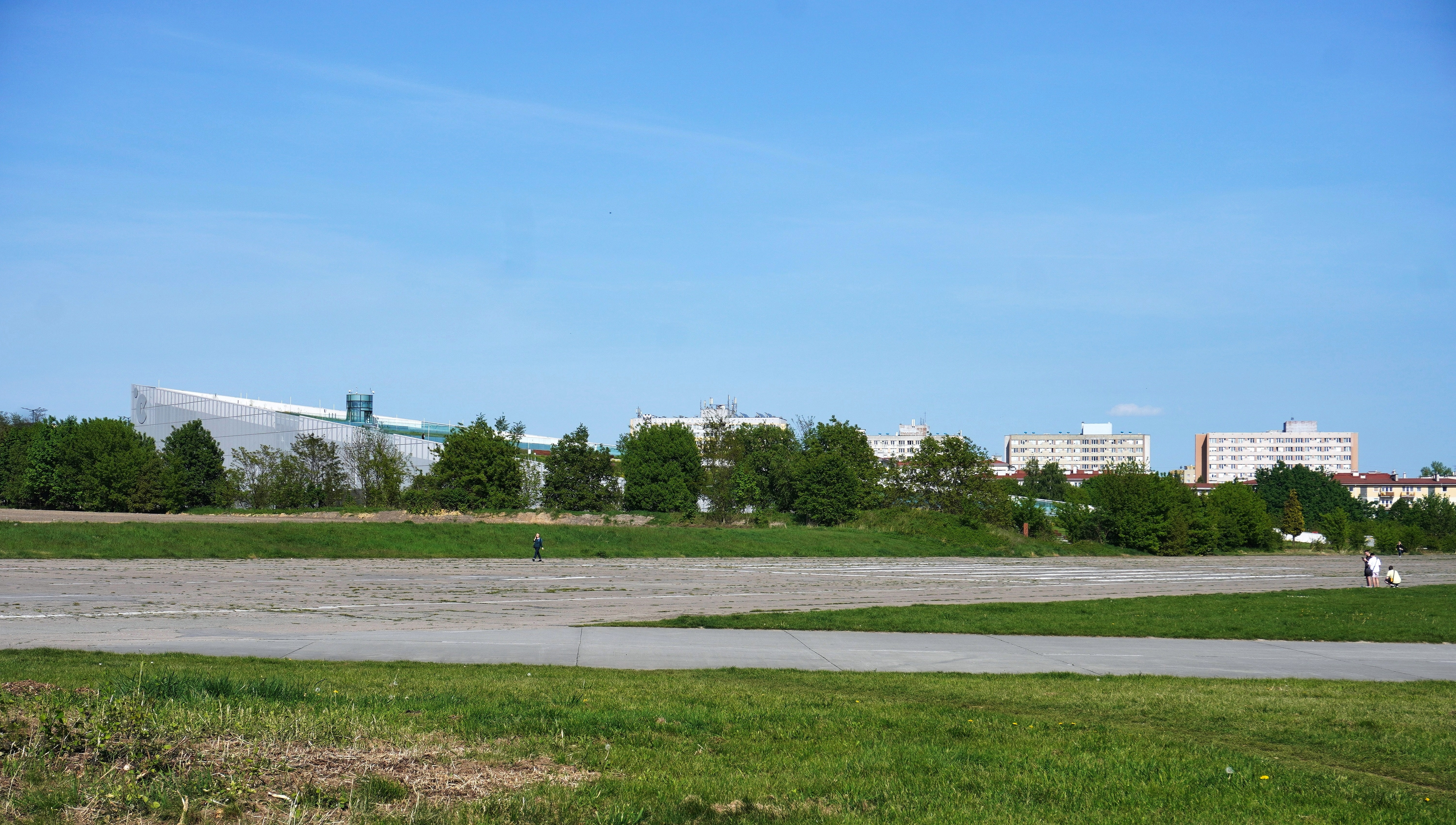
Pas startowy dawnego lotniska, w oddali Małopolskie Centrum Nauki Cogiteon i Osiedle Akademickie
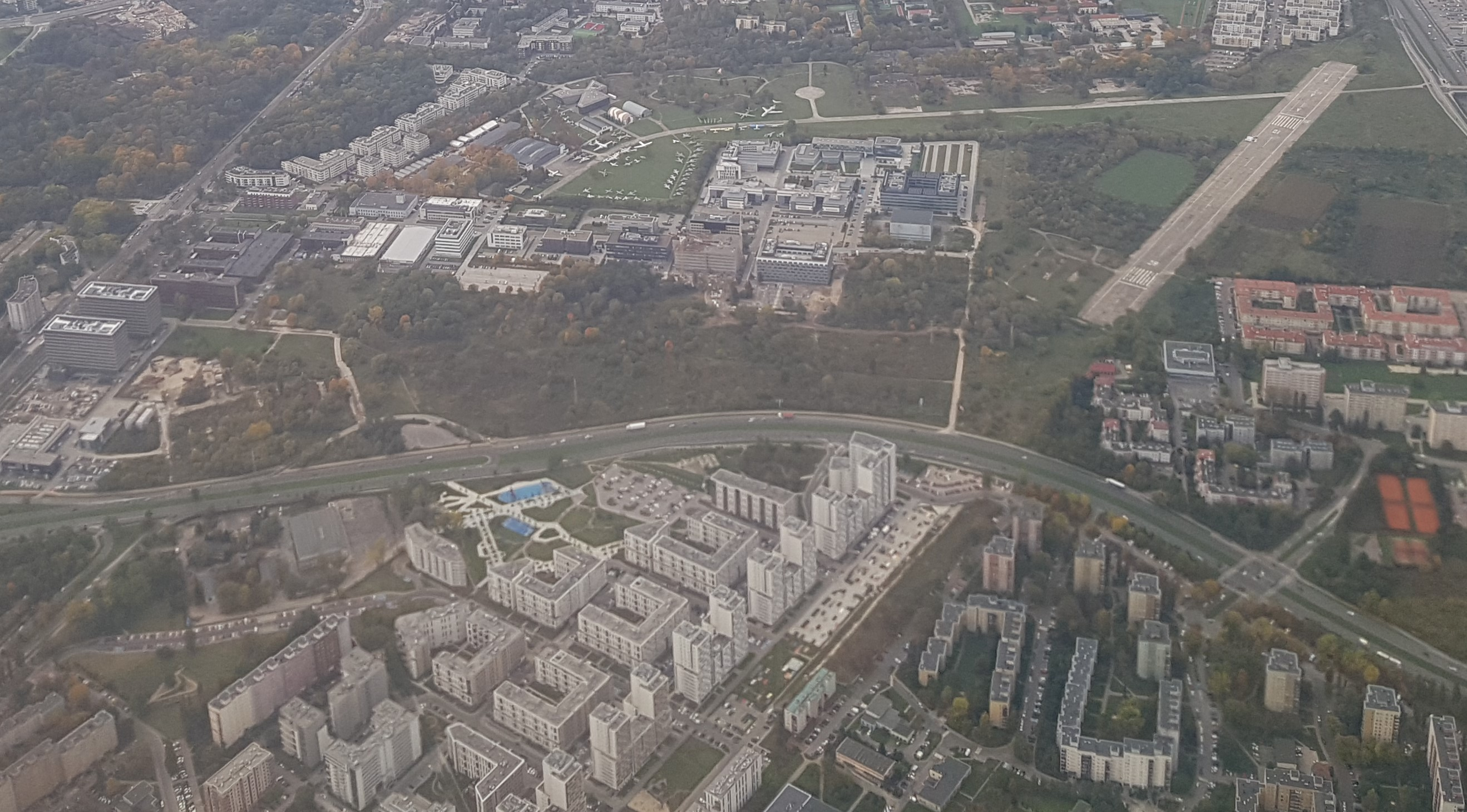
Dawne lotnisko w Krakowie-Czyżynach w 2020 roku, widok z lotu ptaka